# Dictionnaire professionnel illustré de l'horlogerie
Le Dictionnaire professionnel illustré de l'horlogerie connu chez les spécialistes comme le Berner est un dictionnaire d'horlogerie dont la première édition a été publiée en 1961 par Georges-Albert Berner. Il existe aujourd'hui en version imprimée et en version électronique. En quelque 1 300 pages, il recense près de 5 000 termes en quatre langues (français, allemand, anglais et espagnol). Il est désormais édité par la Fédération de l'industrie horlogère suisse.

## Auteur
Après plusieurs activités dans l'industrie horlogère, Georges-Albert Berner (1883-1976) dirigea l'école d'horlogerie de Bienne pendant 25 ans, jusqu'à sa retraite en 1952.